# 하우스 콜 (1994년 영화)
《하우스 콜》(De Flat, House Call)은 네덜란드에서 제작된 벤 베르봉 감독의 1994년 스릴러 영화이다. 레니 소우텐디크 등이 주연으로 출연하였다.

## 줄거리
루스 하트먼은 자신의 아들과 함께 큰 아파트 단지에서 거주하고 있는 젊은 의사이다. 동료 세입자가 잔인하게 살해당했을 때 경찰과 하트먼의 친구들은 그녀의 미심쩍은 이웃 에릭(Eric Coenen)을 의심한다. 그녀가 Coenen과 로맨틱한 관계를 가지면서 그녀는 그가 그러한 범죄를 저지르는 것에 대해 의심을 품지만 머지 않아 그녀는 이 케이스를 좀 더 깊게 탐구하면서 일부 놀라운 사실들을 발견해나간다.

## 출연

### 주연
- 레니 소우텐디크
- 빅토르 로우
- 한스 호에스

### 조연
- 제이미 시에벨
- 미잠 드 루아이
- 미리암 드 루이

## 기타
- 의상: 얀 택스
- 배역: 폴 뮬러